# Pomeys
Pomeys település Franciaországban, Rhône megyében. Lakosainak száma 1133 fő (2022. január 1.). Pomeys Aveize, Chazelles-sur-Lyon, Saint-Denis-sur-Coise, La Chapelle-sur-Coise, Grézieu-le-Marché, Larajasse és Saint-Symphorien-sur-Coise községekkel határos.

## Népesség
A település népességének változása:
| Lakosok száma | 1116 | 1136 | 1176 | 1145 | 1141 | 1132 | 1131 | 1132 | 1133 |
|               | 2013 | 2015 | 2016 | 2017 | 2018 | 2019 | 2020 | 2021 | 2022 |